# Bagad Bourbriac
Bagad Boulvriag
Le Bagad Bourbriac (Boulvriag en breton) est un bagad de la ville de Bourbriac, créé en 1953 par plusieurs sonneurs dont Étienne Rivoallan et Georges Cadoudal. Il marque le début de l'histoire du mouvement des bagadoù par son style issu du terroir traditionnel. Le bagad se dissout à la fin des années 1960.
Un nouveau bagad naît en 1995. Le Bagad Boulvriag participe au championnat des bagadoù dès 1997 et atteint la troisième catégorie en 2005, la deuxième catégorie en 2015 et la première en 2018.

## Histoire

### Années 1950-60: Ère Étienne Rivoallan

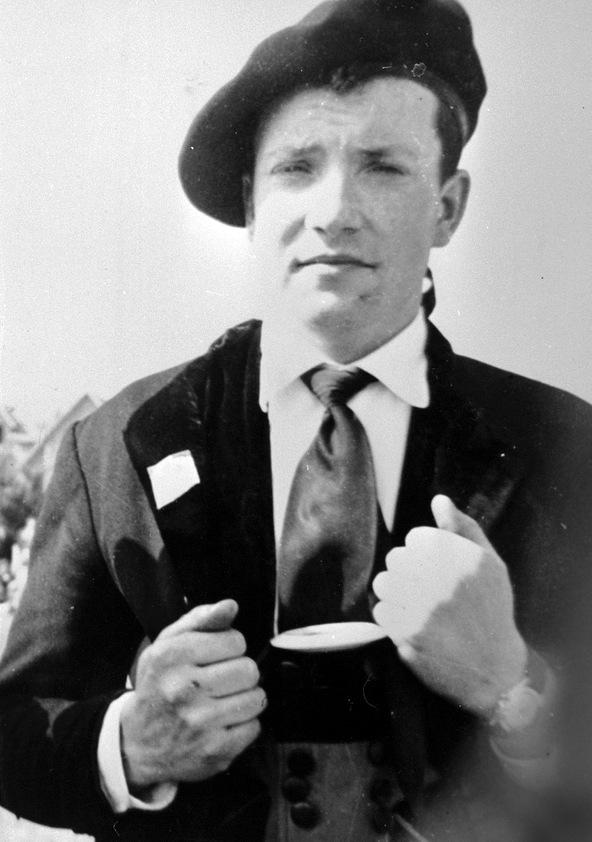
Étienne Rivoallan

En 1949, l'un des premiers cercles celtiques d'après-guerre est créé au cœur du pays plinn, à Bourbriac par l'abbé Le Saint, du collègue de Saint-Antoine et Joseph Cadoudal, commerçant. En son sein, une formation musicale traditionnelle, Bagad Paotred Boulvriag, composée de binious braz (trois bourdons), bombardes et d'une batterie (caisses claires et grosse caisse), accompagne les danseurs. Georges Cadoudal en fait partie.
Le jeune Étienne Rivoallan rencontre Georges Cadoudal et ce dernier lui apprend à sonner la bombarde et se spécialise dans la dañs plinn. Tous deux remettent au goût du jour le fest-noz et fondent le bagad de Bourbriac en 1953. Ils forment des sonneurs au sein de l'école privée Saint-Antoine. Le bagad se compose ainsi principalement de jeunes issus du pensionnat. Georges Cadoudal en est le penn-soner jusqu'en 1964.
Les couples de sonneurs traditionnels influencent certains des premiers bagadoù. L'héritage est revendiqué par les cadres de la BAS, et c'est aussi d'eux que les instruments et une partie du répertoire proviennent, mais il devient difficile de concilier leurs styles avec un besoin de standardisation, et une opposition entre Anciens et Modernes apparaît. Un courant de pensée s'impose dans le courant des années 1950, voulant emprunter le répertoire, mais tout en exploitant les possibilités orchestrales, et donc de ne pas se limiter à un « couple multiplié ».
Le bagad Bourbriac est le principal groupe à revendiquer cette influence, en s'opposant à Brest-Saint-Marc, la Kevrenn Brest Ar Flamm ou à la Kevrenn de Rennes. Il se singularise par son ancrage rural, la plupart des groupes actifs à l'époque étant implantés dans de grands centres urbains de la région, ce qui le rend plus proche des sonneurs de tradition. Ses compositions restent proches des airs locaux, y compris des airs chantés, et son registre comporte très peu d'airs récents, contrairement à d'autres groupes. Le bagad reste à l'écart des innovations de l'époque, n'utilisant ni notation musicale, ni arrangements d'airs, ni ornementations comme cela est le cas dans les techniques de jeu écossaises. La première cornemuse écossaise n'arrive dans le groupe qu'en 1958.
Le bagad débute les concours du championnat des bagadoù en 1955, en troisième catégorie junior. En 1958, lorsqu'Étienne Rivoallan quitte Tréguier pour s'installer à Bourbriac comme sculpteur puis comme luthier, il forme les élèves de l'école Saint-Anne pratiquement tous les jours ce qui permet à l'ensemble de progresser rapidement. Bourbriac remporte la première place (premier ruban) du concours de seconde catégorie devant Saint-Malo et Redon en 1960, accédant ainsi à la première catégorie. En 1962, il est champion des bagadoù de première catégorie, déclassé au profit de la Kevrenn Brest Ar Flamm à cause de l'absence de tambour ténor,. La disparition accidentelle d'Étienne Rivoallan en 1961 entraîne des errements au sein du groupe qui est relégué en seconde catégorie en 1966. Il fusionne avec le bagad Gwengamp et obtient sa remontée dans l'élite en 1967. En 1968, le cercle arrête subitement son activité, dans une période d'exode rural massif, et en 1970 le bagad cesse définitivement toute activité, à la suite du concours de Brest en première catégorie. Les enfants des anciens sonneurs tentent de reformer au sein du cercle celtique de Joseph Cadoudal le « Bagad Étienne-Rivoallan », mais le groupe participe à son unique concours en 1977, en troisième catégorie lors du festival interceltique de Lorient.

### Depuis 1995: Le Bagad Boulvriag

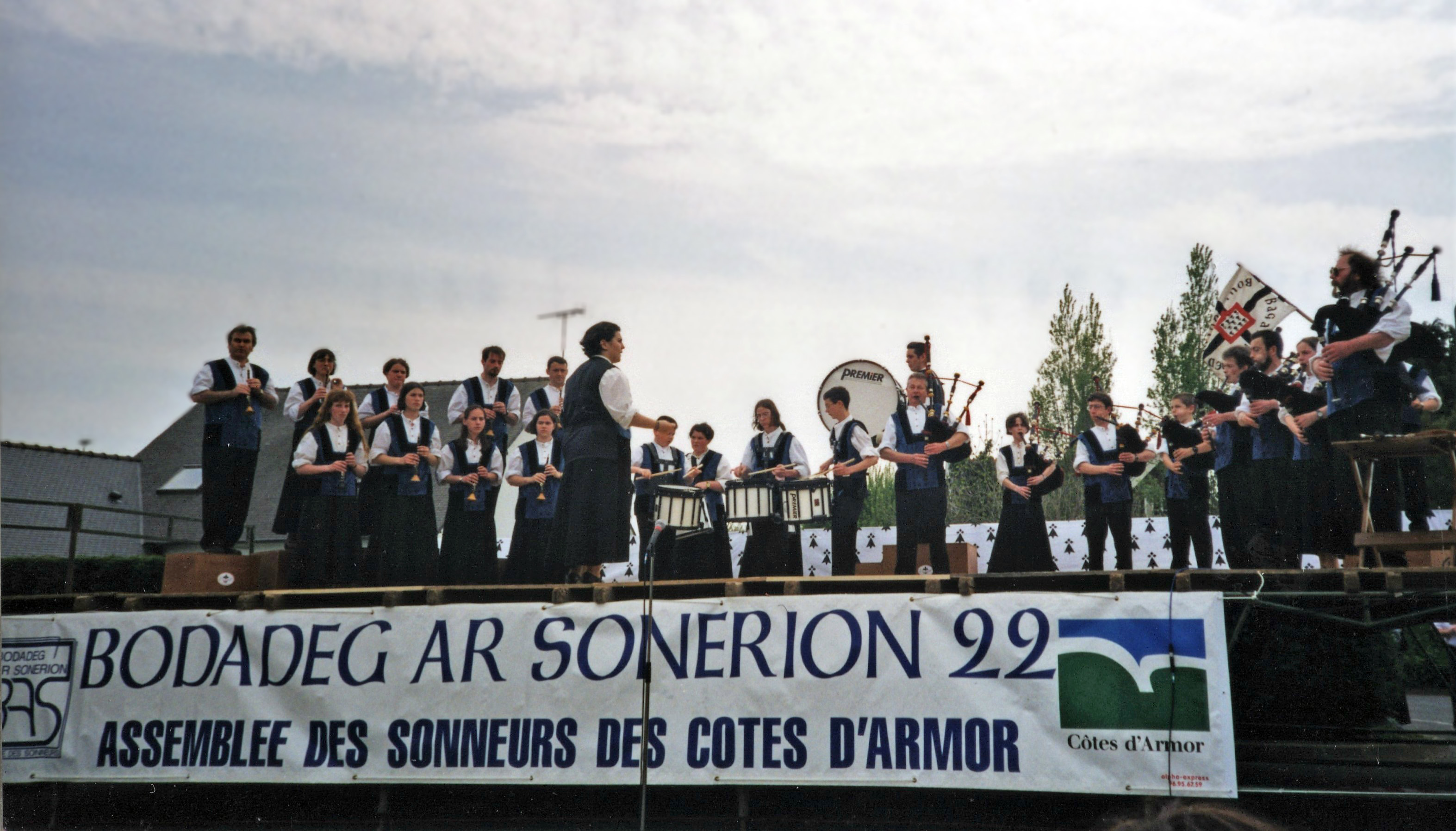
Concours départemental en 1998.

Un nouveau bagad renaît en 1995 à Bourbriac, sous l'impulsion de son président Dominique Roué, qui suivait des cours de bombarde depuis l'ouverture du Centre culturel breton Rivoalan-Cadoudal en 1992. Les sonneurs débutants réalisent leur première sortie en mars et prennent leur autonomie en juillet 1995 avec le soutien moral et financier du Centre culturel breton et de la municipalité de Bourbriac. 
À la rentrée 1996, l’effectif de l’école de musique du bagad est de 70 élèves. En 1997, le groupe briacin décide de participer au championnat des bagadoù organisé par BAS, en 4e catégorie, sous la responsabilité musicale de Jean-Pierre Quenec'h Du. Sous la direction de Céline Le Bizec depuis 1998, les sonneurs, dont la moyenne d'âge est d'une vingtaine d'années, s'ouvrent à des influences modernes, avec des inspirations jazz, africaine...
En 1999 il remporte le concours départemental de 5e qualificatif pour Lorient et en 2000, il termine à la première place du championnat, mais la note de 15,6 au lieu de 16 minimum l’empêche de monter en 4e catégorie. Membre de la fédération départementale BAS 22, le bagad concours en 5e catégorie pour le titre de champion des Côtes d'Armor, qu'il décroche en 2002 et 2003.

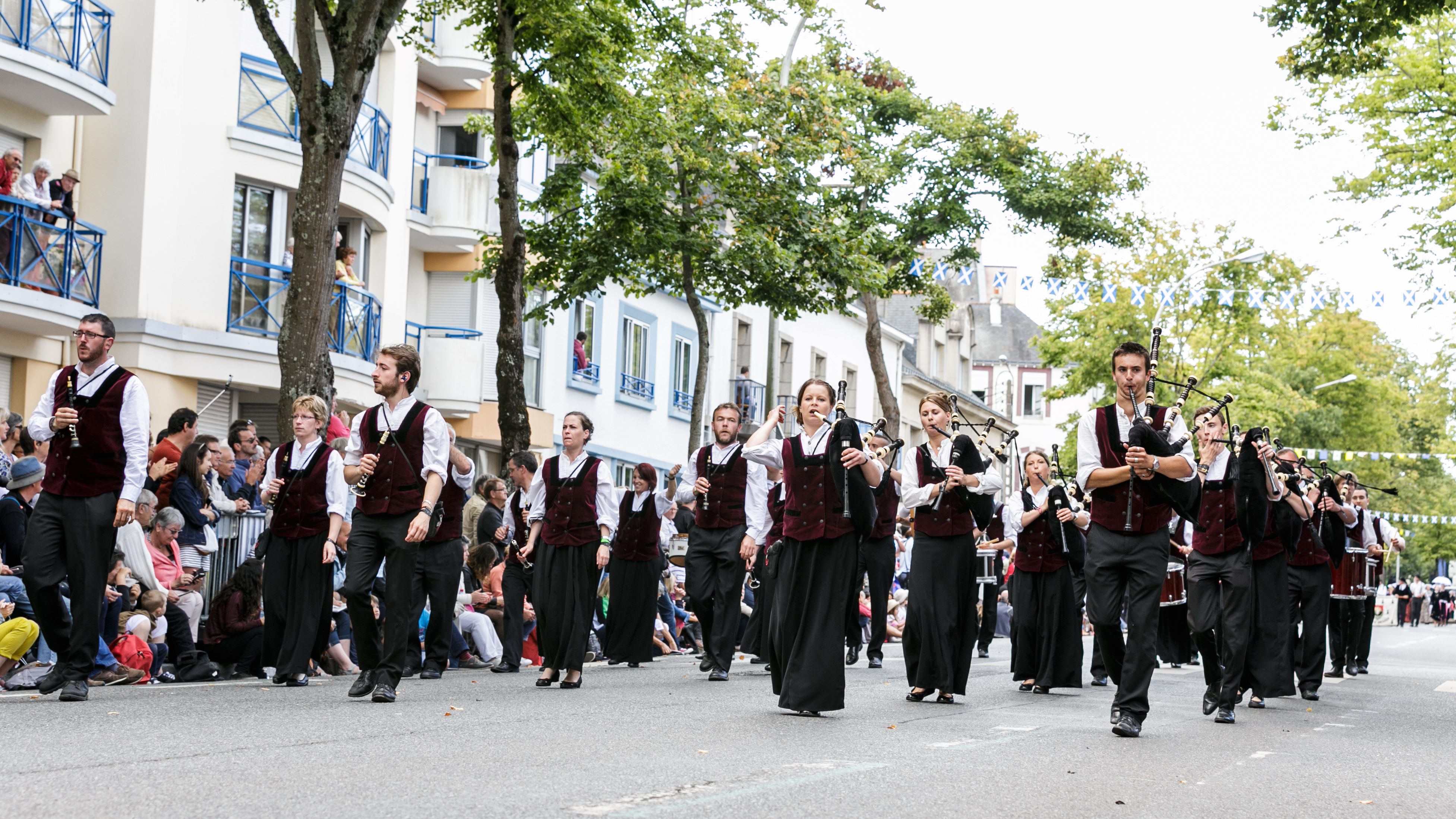
Défilé pour la Grande parade du Festival interceltique de Lorient 2017.

Boulvriag monte en 4e catégorie en 2003, avec la note de 18,2 (un 18 n'ayant été attribué qu'une seule fois en dix ans), avec comme penn-soner une jeune femme de 23 ans, Céline Le Bizec. Trente membres rejoignent ses rangs à la rentrée suivante, pour un total de 75 adhérents. 
Boulvriag monte en 3e catégorie en 2005. En 2006, Fabien Le Bris, jusqu'alors penn-soner du Bagad de Lann-Bihoué, remplace Cédric Le Bozec à ce poste. En 2012, Ivonig Le Meut dirige l'ensemble jusqu'au retour de Cédric Le Bozec en 2014. L'été 2015, le bagad monte en deuxième catégorie, 20 ans après sa création et 10 ans après son accession en 3e catégorie. 

Un bagadig, bagad école, est créé en 2017, sous la direction de Pascal Le Henaff, ainsi qu'une section féminine du bagad, Roz Merc'hed, pour notamment accompagner sur scène le groupe Soldat Louis.

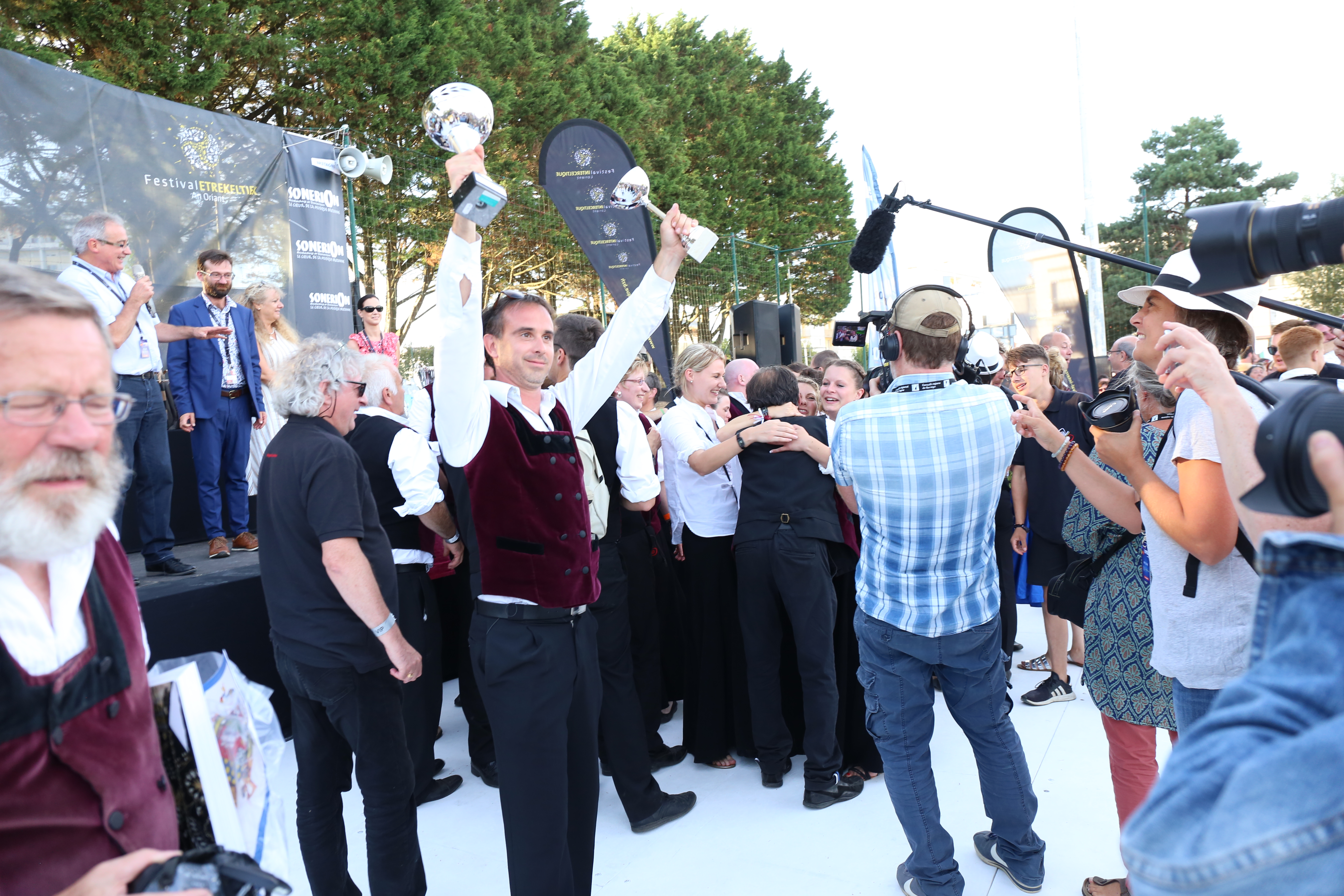
Le bagad est sacré Champion de 2e catégorie en 2018.

Avec l'aide de Dominique Molard,  le bagad intègre au pupitre percussions le steel drum, l’angklung, le hang, des cajón et des sabots. Champion de 2e catégorie en 2018, le bagad accède à l'élite des bagadoù, la  première catégorie. Cette victoire, dans le cadre du festival interceltique de Lorient, est retracée dans un reportage de l'émission Des racines et des ailes.

## Structure

### Association
L'association actuelle, née le 24 juillet 1995, compte une soixantaine d'adhérents en 2017. Le bagad augmente ses effectifs et son budget en 2018, afin d'évoluer en première catégorie. Le groupe comprend 55 musiciens en 2019, avec dans ses rangs pour les concours des pipers Écossais.
Le bagad dispose depuis 2003 de locaux à côté de l'ancienne école Saint-Antoine. L'école de musique du bagad, située dans la salle Koz-Kastell, dispense des cours pour les différents pupitres : bombarde, cornemuse, batterie et percussions. De l'éveil musical est proposé pour les plus jeunes.
Le Bagadig permet de favoriser la pratique en groupe pour les débutants ; le « bagad école » réalise des sorties et se présente en concours. Pour le président Dominique Roué, la présence de la culture bretonne au cœur de la vie associative permet « non seulement d'apprendre le patrimoine, l'héritage culturel, mais aussi de le protéger, de le préserver et de le transmettre de manière festive ».

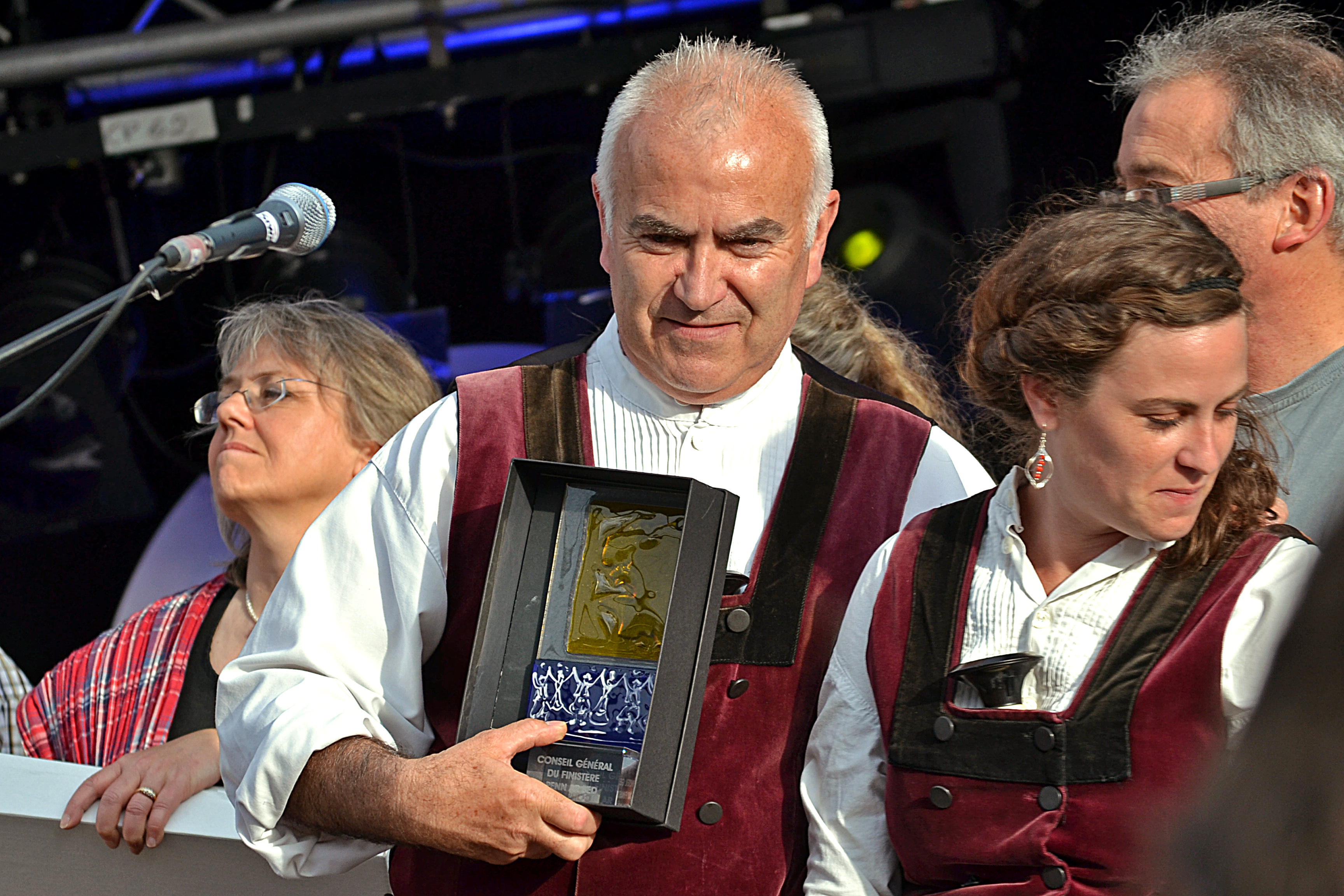
Dominique Roué, président (1995-2020)
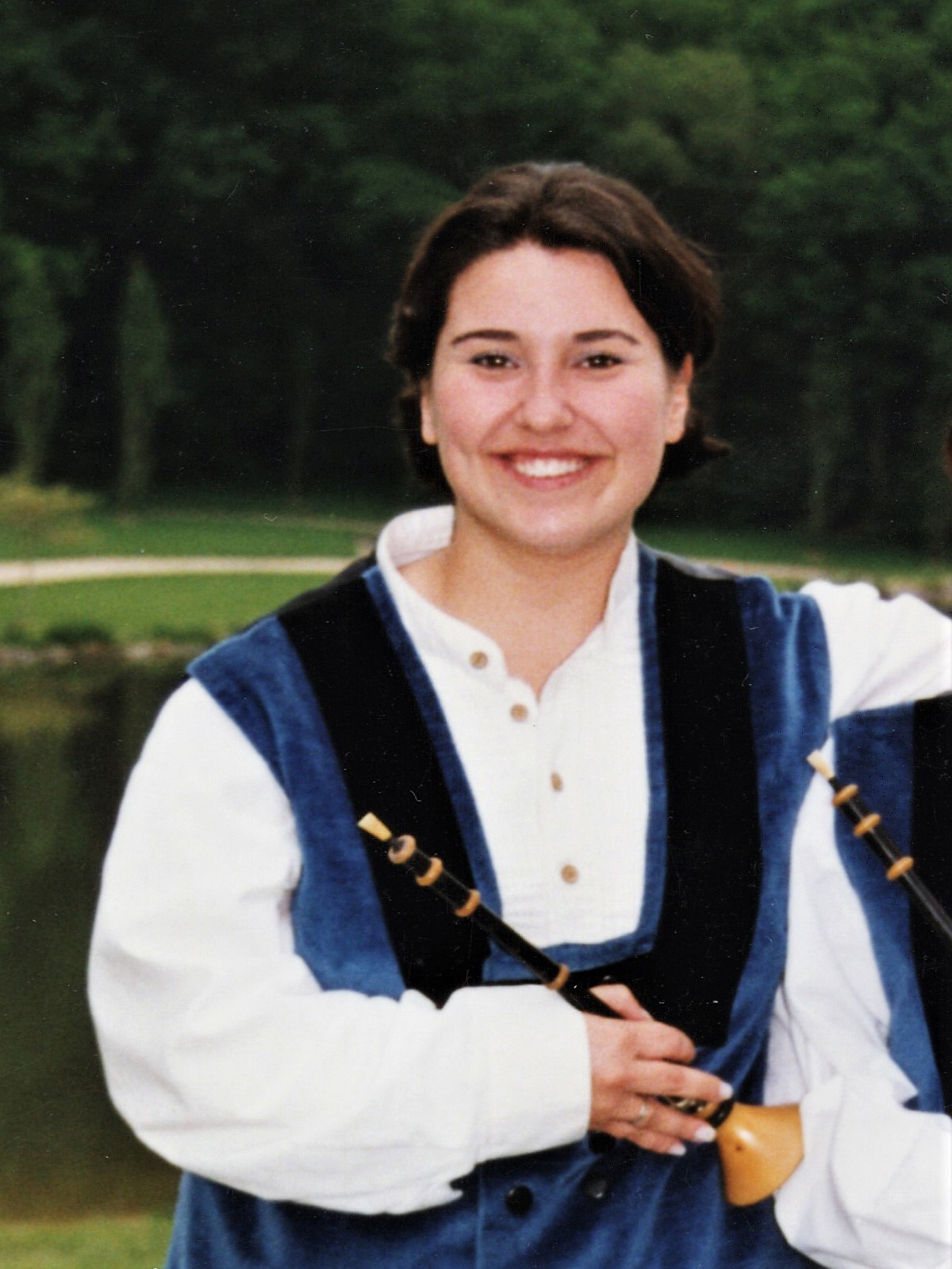
Céline Le Bizec, penn-soner (1998-2005)
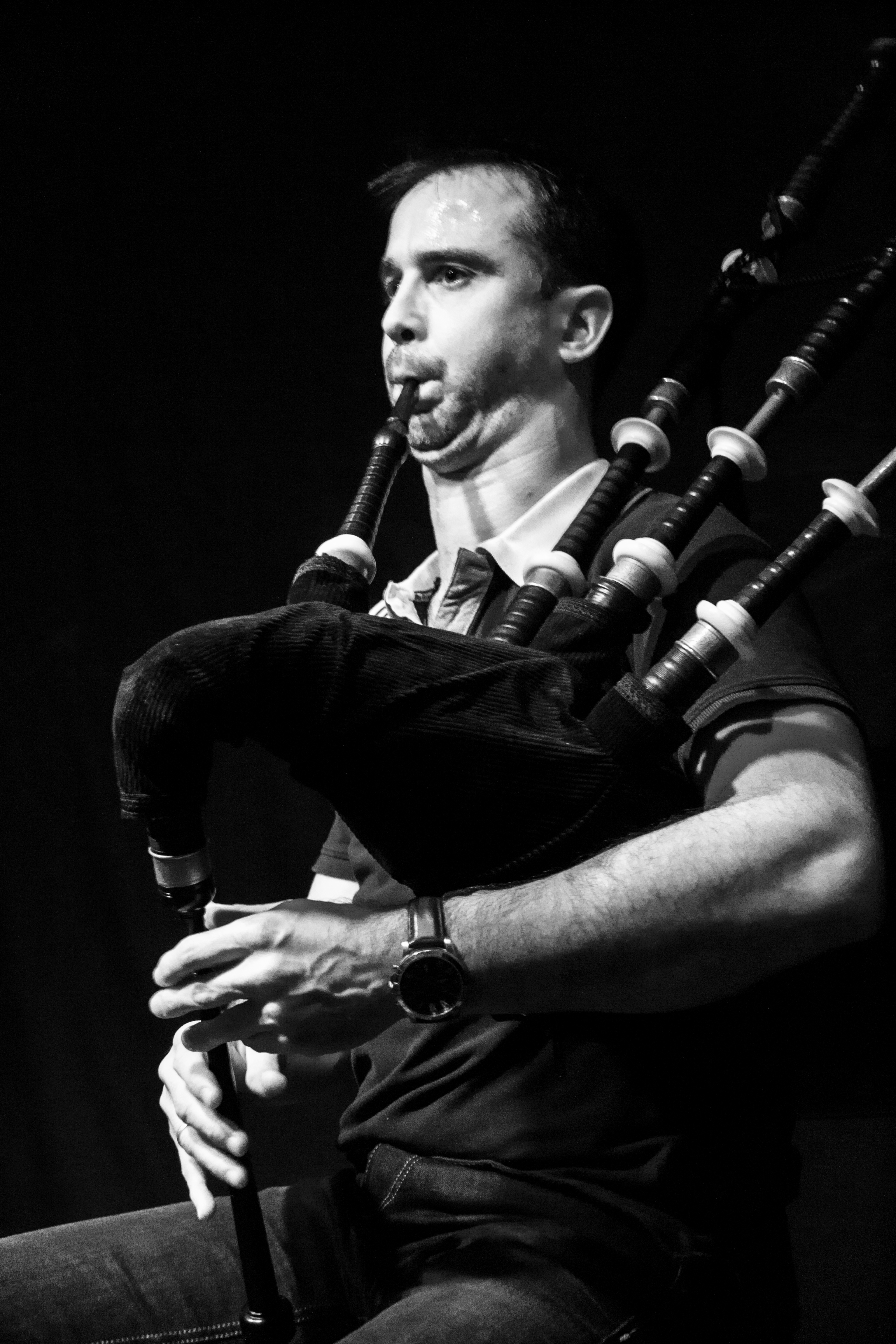
Cédric Le Bozec, penn-soner (depuis 2014)

### Costumes

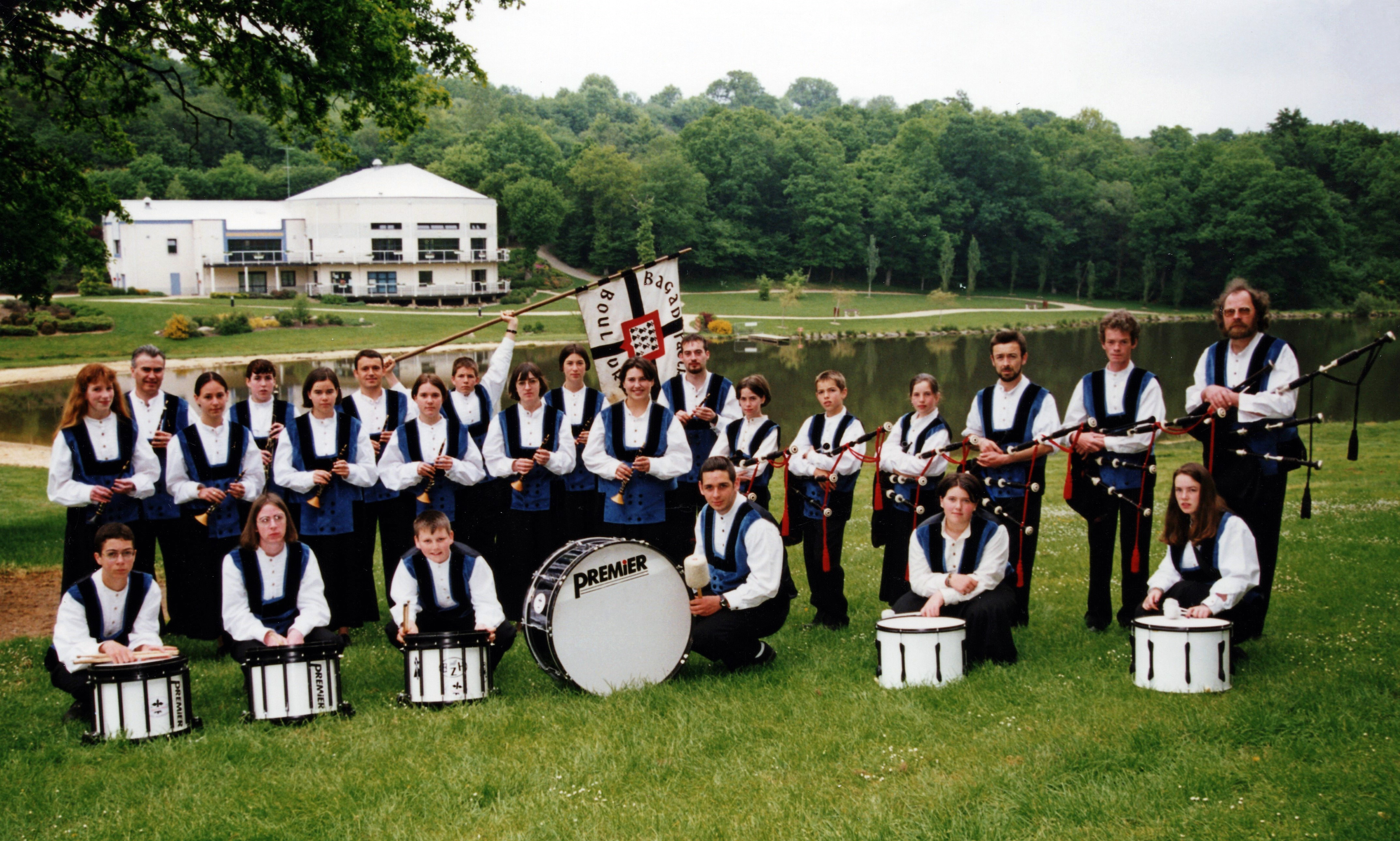
Nouveaux costumes en 1998

Dans les années 1960, René-Yves Creston est contacté par le bagad Bourbriac pour qu'il leur créé un costume, comme avant lui celui de La Baule ou encore celui d'Ergué-Armel. Le costume était composé d'un béret puis d'un bonnet, une culotte courte avec des chaussettes à pompon et un gilet noir et orange.
Le Bagad Boulvriag né en 1995 a pour premiers costumes une ceinture en tartan rouge et vert, puis en 1998 des gilets bleus et noirs. Le bagad inaugure ses nouveaux costumes, de couleur rouge carmin, en mars 2002 à Paris. En mars 2016, le bagad dévoile de nouveaux costumes de scène à l'occasion du concours de 2e catégorie.

## Productions artistiques

### Répertoires et créations
Le bagad Boulvriag réalise chaque année une vingtaine de représentations, en Bretagne et dans d’autres régions et villes de France, ainsi qu’à l’étranger : en Espagne, Allemagne, Pays-Bas (avec le cercle celtique), Galice (2000), Irlande, Pologne (2003), République tchèque (2008), Belgique (2017). Les sonneurs se produisent régulièrement à Paris : « Nuits celtiques » sur le Champ-de-Mars et au Stade de France en 2002 et 2003, défilé Breizh Touch sur les Champs-Élysées, à l'Assemblée nationale... Dès 1996, l'association organise de nombreux festoù-noz, participant à la vitalité de la musique bretonne à danser.

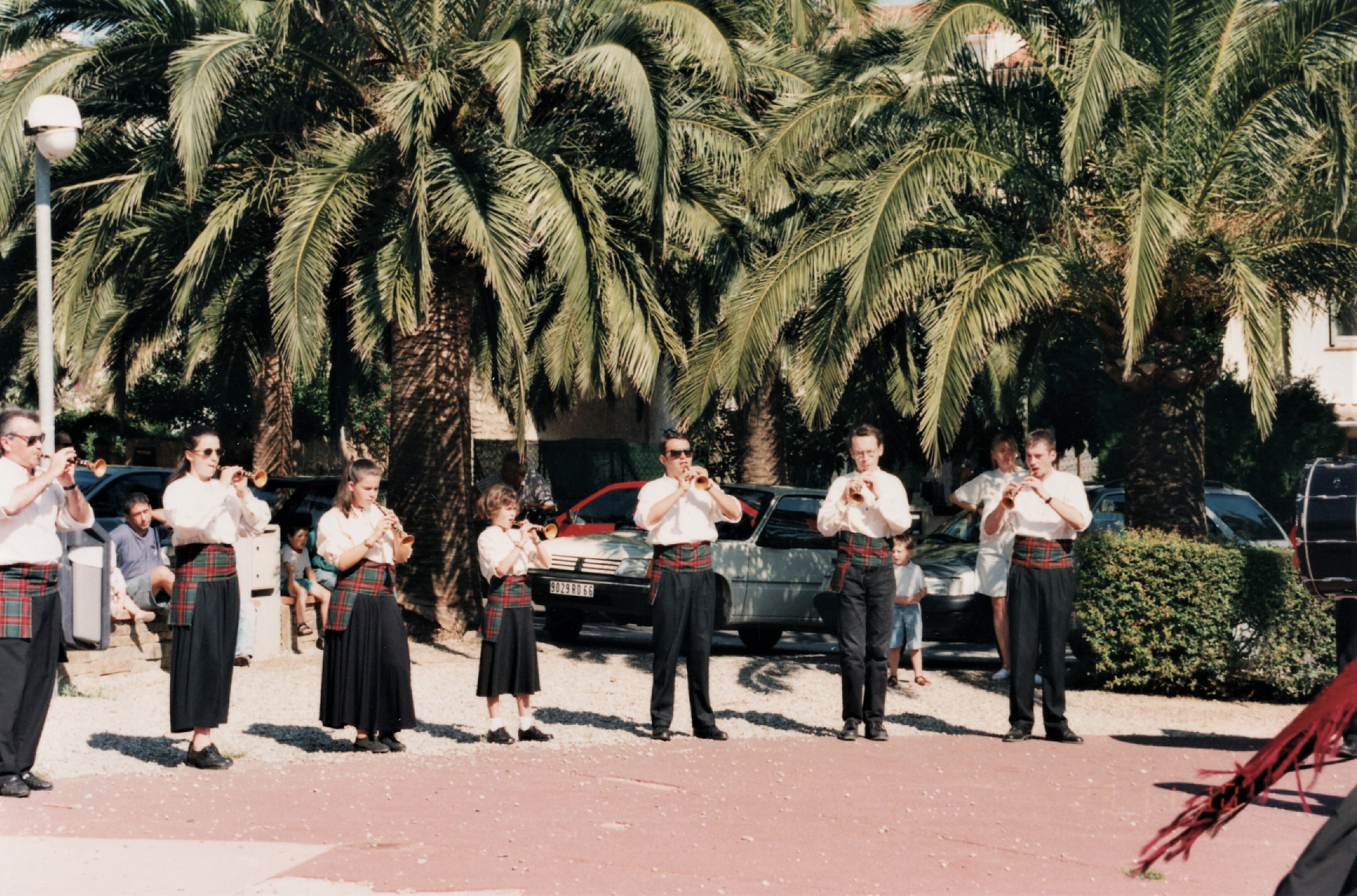
Catalogne en 1996
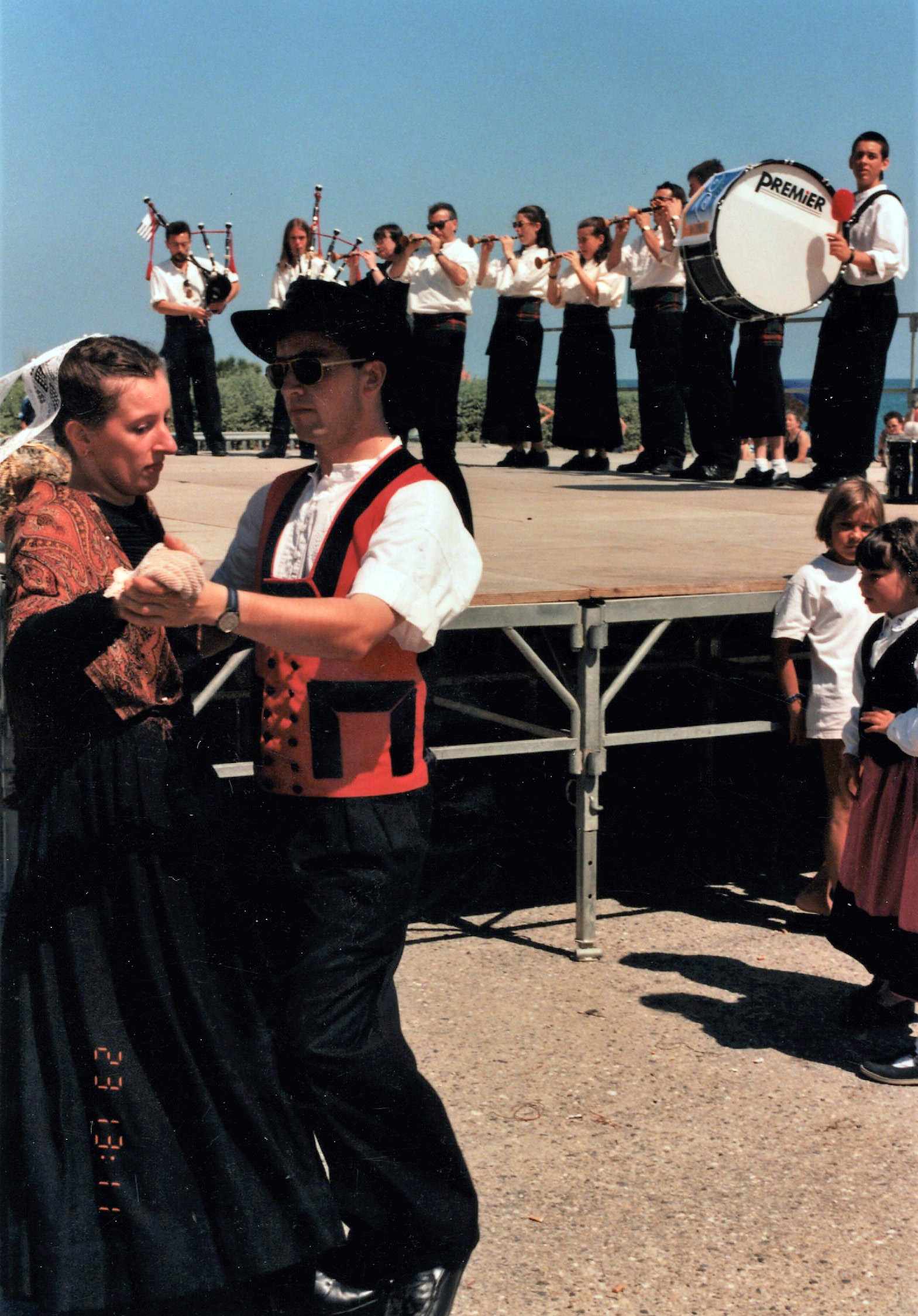
Saint-Cyprien avec le cercle

### Discographie
- 2016 : War raok ! Aurrera (Coop Breizh)| No  | Titre                      | Durée |
| --- | -------------------------- | ----- |
| 1.  | Deiz ad lid ba Rostren     | 01:46 |
| 2.  | Dãns Fisel 1               | 02:53 |
| 3.  | Mélodie "Ar Galon Digor"   | 02:23 |
| 4.  | Dãns Fisel 2               | 03:42 |
| 5.  | Hegoak                     | 01:46 |
| 6.  | Oi Gu Hemen                | 02:49 |
| 7.  | Ton eured bro Laruen       | 01:21 |
| 8.  | Mélodie "An Dragon"        | 01:35 |
| 9.  | Dãns Plinn 1               | 02:24 |
| 10. | Bal "Pennhêrez ar Miliner" | 01:28 |
| 11. | Dãns Plinn 2               | 03:50 |
| 12. | El pozo Maria Luisa        | 03:35 |
| 13. | Rugbyaren anaitasuna       | 02:45 |

### Collaborations

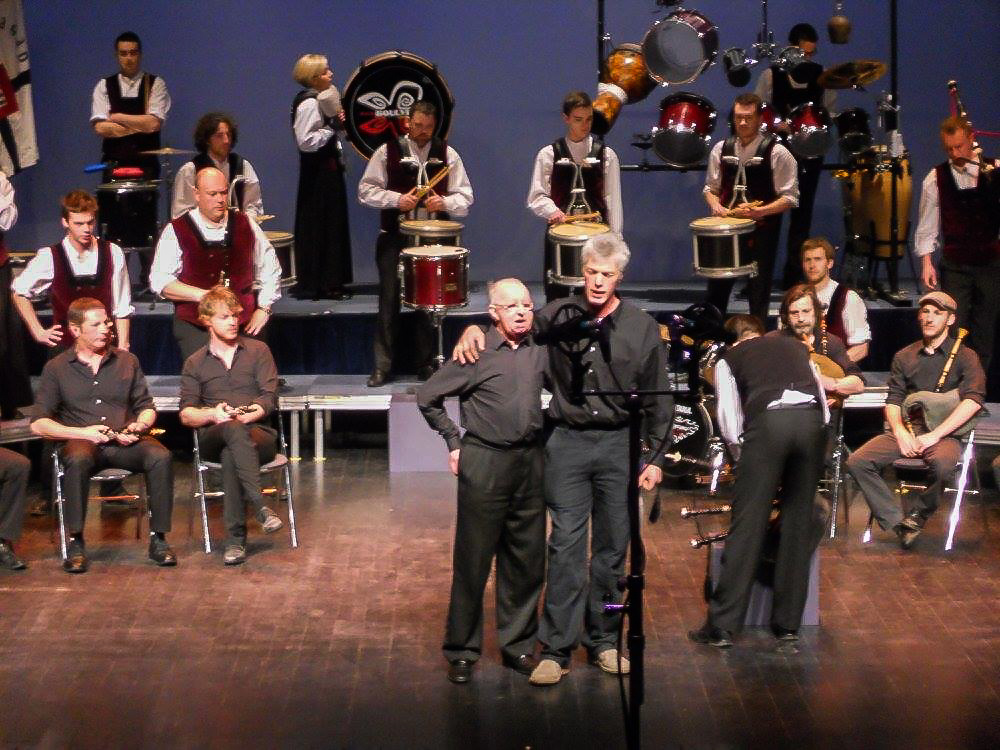
Marcel Guilloux au chant en 2016.

Le bagad Boulvriag a collaboré avec le cercle celtique de Bourbriac, le cercle de Saint-Nicolas du Pélem et des groupes de renom comme Tri Yann, Soldat Louis, l'Ensemble Choral du Bout du Monde. Il a plusieurs fois soutenu le club de football En Avant de Guingamp en Coupe de France (au Parc des Princes en 1996, au stade de France en 2009 et 2014) et Lorient en Coupe de la Ligue (stade de France en 2002).
Boulvriag accueille « à domicile » des groupes folkloriques étrangers : allemands à ses débuts, portugais en 1999, galiciens en 2000... Le groupe occitan Nadau est invité à se produire en Bretagne, pour une unique date à Bourbriac en 2018.
À l'occasion de ses 20 ans, le bagad sort en 2016 son premier album, War raok ! Aurrera, enregistré en live avec le chœur basque Ezpeletan Kantuz. Le chanteur Marcel Guilloux apporte son aide pour les suites de concours et se présente sur scène aux concours de 2016 et 2018.

## Palmarès

### Championnat national des bagadoù
| Titres en tournois de bagadoù |
| - Championnat national des bagadoù : - 1re catégorie : Champion déclassé : 1962 - 2e catégorie : Champion : 2018 - 3e catégorie : Champion : 2015 - 4e catégorie : Champion : 2005 |

## Sources